# إيكر مونياين
إيكر مونياين (بالإسبانية: Iker Muniain) (مواليد 19 ديسمبر 1992 في بنبلونة - إسبانيا) لاعب كرة قدم دولي إسباني كان يلعب مع نادي أتلتيك بيلباو الإسباني منذ 2008 حتى 2024 في مركز المهاجم ثاني على الناحية اليسرى.

## روابط خارجية
- إيكر مونياين على موقع الاتحاد الدولي (مؤرشف)  (الإنجليزية)
- إيكر مونياين على موقع الاتحاد الأوربي (الإنجليزية)
- إيكر مونياين على موقع قاعدة بيانات كرة القدم.إي يو (الإنجليزية)
- إيكر مونياين على موقع ليكيب (الفرنسية)
- إيكر مونياين على موقع ناشيونال فوتبول تيمز (الإنجليزية)
- إيكر مونياين على موقع Soccerbase.com (لاعب) (الإنجليزية)
- إيكر مونياين على موقع Soccerway.com (الإنجليزية)
- إيكر مونياين على موقع عالم كرة القدم.نت (الإنجليزية)
- إيكر مونياين على موقع أوليمبيديا (الإنجليزية)
- إيكر مونياين على موقع AS.com (الإسبانية)